# Webschulstraße 30 (Mönchengladbach)

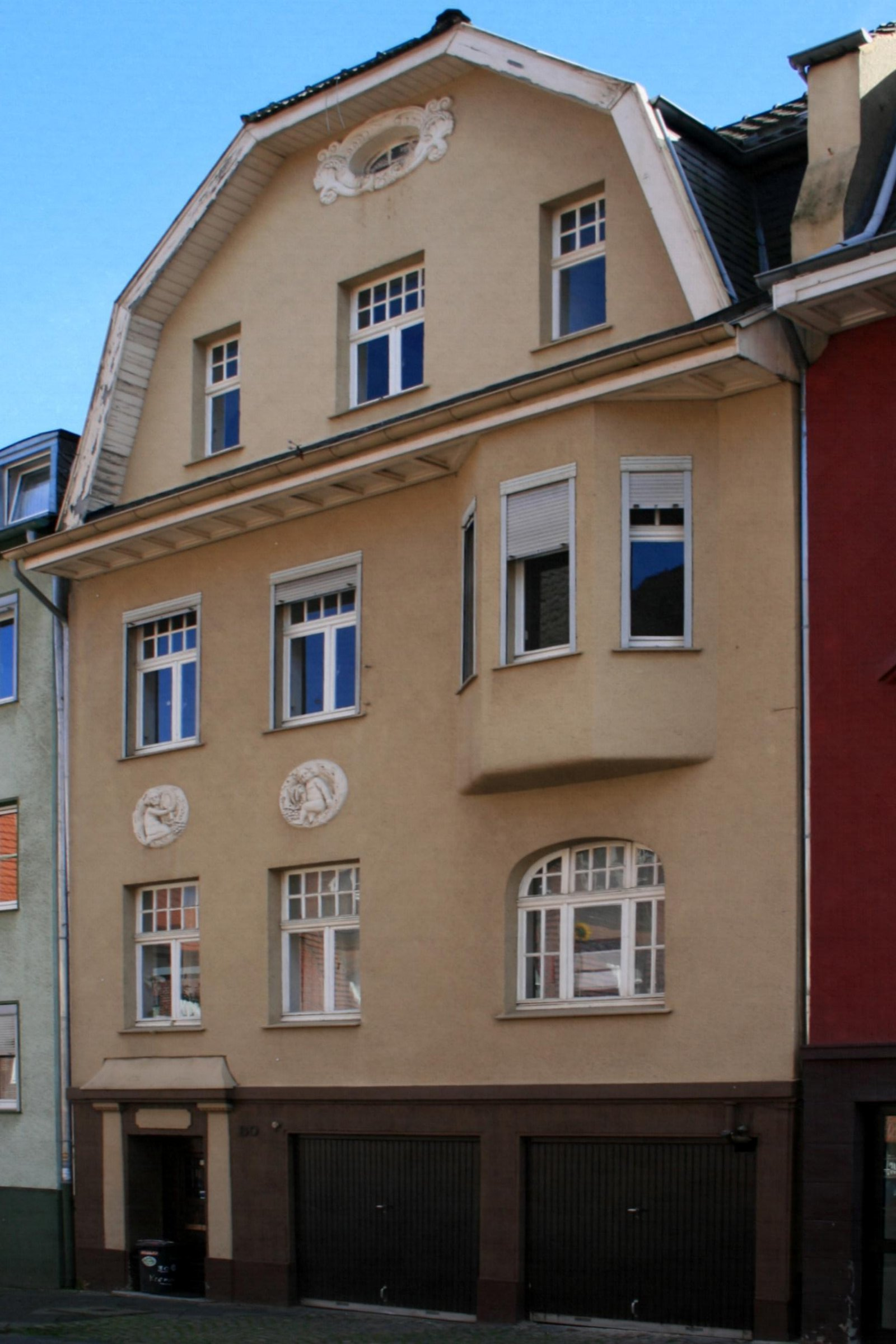
Wohnhaus (2010)

Das Wohnhaus Webschulstraße 30 steht in Mönchengladbach (Nordrhein-Westfalen) im Stadtteil Dahl.
Das Gebäude wurde 1911 erbaut. Es ist unter Nr. W 029 am 7. August 1990 in die Denkmalliste der Stadt Mönchengladbach eingetragen worden.

## Architektur
Die Webschulstraße verbindet die Rheydter Straße mit der Gartenstraße. Das Objekt liegt direkt gegenüber der ehemaligen „Höheren Fachschule für Textilindustrie“.
Bei dem Gebäude handelt es sich um einen zweigeschossigen, Bau mit dreiseitigem Erker und einem Zwerchgiebel aus dem Jahre 1911. Das Objekt ist aus städtebaulichen und architektonisch-künstlerischen Gründen schützenswert.